# La Virevolte
La Virevolte est un roman écrit en français par Nancy Huston, romancière et essayiste canadienne anglophone, publié en 1994 aux éditions Actes Sud.

## Résumé
Lin vit avec sa famille : son mari, Derek, et ses deux filles, Angela et Marina. Une vie harmonieuse emplie d'amour, d'amitiés. Elle vit raisonnablement la passion de son métier, la danse, et puis un jour, elle fait le choix de quitter son foyer pour diriger une compagnie de danse au succès international.

## Prolongement
Certains des personnages de La Virevolte se retrouveront dans Dolce agonia publié par Nancy Huston en 2001.

## Éditions
- La Virevolte, Actes Sud, collection Babel no 212,  (ISBN 2-7427-0694-1)